# الدوري الصومالي الممتاز لكرة القدم 2016-17
الدوري الصومالي الممتاز لكرة القدم 2016-17 هو موسم من الدوري الصومالي الممتاز لكرة القدم. أشرف على تنظيمه اتحاد الصومال لكرة القدم، وكان عدد الأندية المشاركة فيه 10، وفاز فيه نادي ديكاداها.